# 校園時代
〈校園時代〉（英語：School Reunion）是英國科幻電視劇《異世奇人》系列2的第3集，於2006年4月29日首播。本劇的編劇為托比·韋候斯，占士·夏維斯擔當導演。演員方面，除了固有的大衛·田納特飾演博士和比莉·派佩飾演羅斯·泰勒外，還有扮演「珍姐」莎拉·珍·史蜜絲的伊麗莎白·斯萊登。這是「珍姐」和她的機械狗K9事隔23年後再次於《異世奇人》登場。
劇情講述博士、泰勒和米基·史密夫來到一間奇怪的學校，並發現校長正策劃一場陰謀。最終，在K9的協助下，校長的陰謀難產。這集共吸引830萬人收看，並且取得正面的評價。

## 劇情
費殊是達菲河谷學校的校長，為提高學生的學術成績，他為學生們提供免費的午餐和薯條。博士認為此事大不尋常於是以莊·史密夫的名義到該校教科學。同時，他又派泰勒到學校當校工。博士發現該校的學生尤其聰明，另一方面泰勒又發現校工須使用特別的油來製作薯條，又穿上特別的保護衣。故此，博士深信這些薯條並不簡單。達菲河谷學校的學生取得出色的成績引起了媒體的關注，其中包括調查記者以及博士的老同伴和朋友莎拉·珍·史蜜絲。為此，她半夜潛入校園，卻意外的發現TARDIS的蹤影。因此，她深信博士也在這兒。果然，她不久後就遇到博士、泰勒和米基。泰勒和珍因得悉彼此為博士的同伴而醋意大發，針鋒相對，這使得博士感到相當煩厭。另一邊廂，眾人發現多具像蝙蝠般的生物在校長室睡覺。此後，K-9發現用來炸薯條的油是基達爾油（Krillitane oil），博士因而繼定校長並非地球人，而是從外星來的。
在首天的調查過後，泰勒質問博士為何會離開珍，博士指他不可能要求同伴永遠培伴他，而總有一天他也會要求泰勒離開他，過回正常的生活。翌日，博士直接與費殊對話，並指後者和學校的其他老師均是基達爾人，一種在殺掉對方後就能仿照對方模樣和功能的外星生物。費殊承認此事，又試圖暗殺博士，但未能成功。同時，泰勒和珍的關係經已緩和，二人嘗試從學校的電腦找出有用的資料，而米基則和珍帶來的機械狗K9躲進珍的汽車內以監視費殊。其後，珍發現費殊是想利用學生來解破「史尼沙模式」（Skasis Paradigm）—一個可解開宇宙和時間奧秘的程式。博士解釋只要這程式被破解後，基達爾人就是宇宙的主宰，而費殊之所以要通過學生替他破解程式是因為兒童們擁有比成年人豐富的想像力。這是，費殊嘗試遊說博士與他合作，這麼一來博士就可救回他的同類時間領主和延長地球人的壽命。博士正籍猶豫之際，珍的建議打消了博士與費殊結盟的念頭。於是，博士等人同意把費殊和他的手下困在校園後炸毀學校，以消滅基達爾人。
為此，米基先把所有學生帶離校園外，博士則牽引基達爾人到學校的廚房，K9則引爆基達爾油製成的炸彈。然而，K9因走避不及而與基達爾人同歸於盡。在劇終，博士成功修復K-9，又邀請珍再次當他的同伴，但遭到拒絕。泰勒和米基則繼續成為TARDIS的座上客。

### 前後連接
「珍姐」莎拉·珍·史蜜絲和K9是舊版《異世奇人》的常設角色，二人是第三任博士和第四任博士的同伴，她們在1976年播出的〈恐懼之手〉離開博士。在劇中，泰勒和珍相遇後爭吵不斷，珍稱她「遇過很多機械人」是指戴立克，還有反物質機器（〈邪惡星球〉）、長毛象（〈火星金字塔〉）和恐龍（〈恐龍的入侵〉）。泰勒還擊指她曾遇過鬼（〈借屍還魂〉）、戴立克大帝（〈背水一戰〉）和狼人（〈牙與爪〉）。

## 製作
早在2003年草議《異世奇人》系列1之時，執行製作人拉塞爾·T·戴維斯就想將莎拉·珍·史蜜絲和K-9這經典角色加入劇中。戴維斯認為她們的加入可來說明同伴離開博士後如何生活。伊麗莎白·斯萊登最初拒絕回歸，認為她所飾演的角色並不重要。但後來當她得悉珍會是劇集中的主要角色後就改變初衷，同意參演。在《校園時代》播出不久後，電視台更為她製作一部以她為主角的衍生劇《珍姐科幻大冒險》，這劇在2006年9月14日首播。
〈校園時代〉跟最初的構思有些不同。比如這集起初名如〈老朋友〉（Old Friends）和〈黑色行動〉（Black Ops），後者的背景設在一座軍事基地。另一方面，戴維斯要求韋候斯編寫一集以學校為背景，並由博士當教師的劇本。據悉，基達爾人的英文名稱本應是「Krillians」，但由於BBC發現這名字已被用於商業登記才改作「Krillitanes」。校長費殊原名為赫克特（Hector），但電視台後來發現英國真的有老師名為赫克特，才改用現有的名字。
這集拍攝於兩間位於威爾士的學校，包括菲茨文倫高校和杜夫林高校。前者取景於2005年8月23日及24日，所涉及的地點包括操場、廚房和食堂﹔後者則拍攝於8月25日至9月6日，拍攝進度因發現石綿而所阻。其餘的外景則在9月7日及8日拍攝，在咖啡廳的一幕因群眾醉酒鬧事而被延期拍攝。

## 發行和反響
〈校園時代〉2006年4月29日在BBC One播出，當晚共有830萬人通過電視收看，欣賞指數為85分。電視節目評論網站Television Without Pity給這集A+。IGN在10分為滿分下給了這集8.7分，又大讚劇中演員們的表現和出色的電腦生成圖像效果。這集被提名為2007年雨果獎最佳戲劇呈現（短片）獎，但最終不敵隨後播出的〈火爐壁的女孩〉。

## 資料來源
1. 1 2 3 4 5 6 7 8  Sullivan, Shannon. "School Reunion" 在 異世奇人: 時間（旅行）簡史 Retrieved on 20 January 2008.
2. ↑  Clifton, Jacob. . Doctor Who TV series. Television Without Pity. 2006-10-18  [2014-08-10]. （原始内容存档于2017-08-08）.
3. ↑  Haque, Ahsan. . IGN TV. IGN. 2006-10-16  [2008-01-20]. （原始内容存档于2012-02-09）.
4. ↑  . thehugoawards.org. World Science Fiction Society. 2007-09-01  [2007-09-01]. （原始内容存档于2013-07-11）.

## 外部連結
- TARDISODE 3 （页面存档备份，存于）
- Episode trailer （页面存档备份，存于）
- 互联网电影数据库上校園時代的资料（英文）